# Пічники
«Пічники» (рос. «Печники») — радянський телефільм 1982 року, знятий режисером Володимиром Храмовим на студії «Екран».

## Сюжет
За мотивами оповідань О. Т. Твардовського. У фільмі використані оповідання «Дивлюся, який ти милий», «Повернення», «Пічники».

## У ролях
- Микола Бурляєв — Олексій Трохимович Греков, вчитель, колишній капітан
- Олег Табаков — майор-військком
- Олександр Соколов — Єгор Якович, пічник
- Борис Новиков — Федір, шкільний завгосп
- Інна Макарова — Зоя, буфетниця
- Людмила Крилова — Марія Федорівна, директор школи
- Володимир Кашпур — Михайло Мартинович, тесляр
- Володимир Калмиков — Кузьма Іванович
- Галина Макашкіна — Валечка, співробітниця військкомату
- Ія Арепіна — вчителька
- Євген Балашов — гармоніст
- Тетяна Бурвікова — молода офіціантка
- Микола Волков — відвідувач станційного буфету
- Євдокія Германова — Льоля, дружина Олексія Трохимовича
- Світлана Діріна — відвідувачка станційного буфету
- Олексій Кудінович — балагур
- Володимир Махов — відвідувач станційного буфету
- Віктор Нестеров — епізод
- Микола Погодін — відвідувач станційного буфету
- Марія Скворцова — відвідувачка станційного буфету
- Віктор Фокін — епізод
- Тетяна Щанкіна — продавець квітів
- Анатолій Щукін — відвідувач станційного буфету

## Знімальна група
- Режисер — Володимир Храмов
- Сценаристи — Євген Григор'єв, Оскар Нікіч
- Оператор — Георгій Криницький
- Композитор — Кирило Молчанов
- Художник — Юрій Углов